# Автошлях E019
Європейський маршрут E019 — європейський автомобільний маршрут категорії Б, що проходить у Казахстані та з'єднує міста Петропавловськ і Західне.

## Маршрут
- Казахстан
  - E125, Петропавловськ
  - E123, E016 Західне